# Os Fernández (Villarino de Conso)
Os Fernández es una entidad de población situada en la parroquia de Chaguazoso, del municipio español de Villarino de Conso, en la provincia de Orense, Galicia.

## Demografía
La entidad de población de Os Fernández no consta ni en las bases de datos del INE ni en las del IGE por lo que se desconocen los datos demográficos de la misma.